# Annaphila morula
Annaphila morula là một loài bướm đêm trong họ Noctuidae.